# سنگال ایرلاینز
سنگال ایرلاینز (به انگلیسی: Senegal Airlines) یک شرکت هواپیمایی با کد یاتا DN است که در تاریخ ۲۰۰۹ میلادی تأسیس شده‌است. دفتر مرکزی سنگال ایرلاینز در فرودگاه بین‌المللی لئوپولد سدار سنگور واقع شده‌است و قطب این شرکت هواپیمایی در فرودگاه بین‌المللی لئوپولد سدار سنگور قرار دارد و به ۷ مقصد، پرواز انجام می‌دهد.